# Tom Sharpe
Tom Sharpe (30. března 1928 – 6. června 2013), vlastním jménem Thomas Ridley Sharpe, byl britský spisovatel. Mezi jeho díly převažovaly humoristické romány parodující dobu a lidské vlastnosti. Za knihu Povznesení Henryho Wilta z knižní série Wilt obdržel Velkou cenu Xaviera Fornereta za černý humor.

## Život
Tom Sharpe se narodil roku 1928 v Londýně v Anglii. Své vzdělání získal v Lancing Collele a v Pembroke College v Cambridgi. Povinnou vojenskou službu absolvoval Sharpe v oddílu anglického námořnictva. V roce 1951 se odstěhoval do Jižní Afriky, kde pracoval jako sociální pracovník, později také jako učitel. V letech 1957–1961 vlastnil fotografický ateliér ve městě Pietermaritzburg. Odsud byl také v roce 1961 deportován zpět do Anglie. Během let 1963–1972 přednášel historii na College of Arts and Technology v Cambridgi.

## Dílo
S velkým ohlasem se setkal Sharpův román Wilt (Nový život Henryho Wilta) z roku 1976, na který velmi dobře navázala i další dvě pokračování se stále stejným hrdinou. Celá tato trilogie byla přeložena do mnoha světových jazyků, a to včetně češtiny. Kromě této série je autorem dalších téměř dvou desítek knih, přičemž všechny jsou humoristické.

## Vyšlo v češtině

### Romány
- Neslušné odhalení – 1999 (Indecent Exposure, 1973)[2]
- Série Wilt
  - Nový život Henryho Wilta – 1999 (Wilt, 1976)[3]
  - Henry Wilt má smůlu – 2001 (The Wilt Alternative, 1979)[4]
  - Povznesení Henryho Wilta – 2002 (Wilt on High, 1984)[5]

## Ocenění
- 1986 – Velká cena Xaviera Fornereta za černý humor